# Ichthyodes sulciceps
Ichthyodes sulciceps là một loài bọ cánh cứng trong họ Cerambycidae.